# Pico Cristóbal Colón
De Pico Cristóbal Colón is de hoogste berg van Colombia en de op vier na meest prominente ter wereld. Tezamen met de Pico Simón Bolívar is de berg gelegen in de Sierra Nevada de Santa Marta.
De Pico Cristóbal Colón, genoemd naar Christoffel Columbus, is de hoogste berg die zo dicht bij de zee ligt. De berg bereikt een hoogte van 5.775 meter en de top ligt slechts 42 kilometer van de Caraïbische Zee. De berg vormt in feite een tweeling met de Pico Simón Bolívar, daar zij beide een hoogte van rond de 5.775 meter hebben.